# Шёно
Шёно (фр. Schoenau) — коммуна на северо-востоке Франции в регионе Гранд-Эст (бывший Эльзас — Шампань — Арденны — Лотарингия), департамент Нижний Рейн, округ Селеста-Эрстен, кантон Селеста. До марта 2015 года коммуна административно входила в состав упразднённого кантона Маркольсайм (округ Селеста-Эрстен).
Площадь коммуны — 10,37 км², население — 525 человек (2006) с тенденцией к росту: 595 человек (2013), плотность населения — 57,4 чел/км².

## Население
Население коммуны в 2011 году составляло 588 человек, в 2012 году — 591 человек, а в 2013-м — 595 человек.
| 1962 | 1968 | 1975 | 1982 | 1990 | 1999 | 2006 | 2008 | 2011 | 2012 | 2013 |
| ---- | ---- | ---- | ---- | ---- | ---- | ---- | ---- | ---- | ---- | ---- |
| 406  | 416  | 389  | 448  | 420  | 473  | 525  | 540  | 588  | 591  | 595  |

Динамика населения:

## Экономика
В 2010 году из 383 человек трудоспособного возраста (от 15 до 64 лет) 311 были экономически активными, 72 — неактивными (показатель активности 81,2 %, в 1999 году — 71,1 %). Из 311 активных трудоспособных жителей работали 292 человека (157 мужчин и 135 женщин), 19 числились безработными (трое мужчин и 16 женщин). Среди 72 трудоспособных неактивных граждан 17 были учениками либо студентами, 28 — пенсионерами, а ещё 27 — были неактивны в силу других причин.

## Достопримечательности (фотогалерея)
- Церковь
- Интерьер, вид на алтарь
- Орган